# 尊经
《尊经》是1908年法国汉学家伯希和在敦煌鸣沙山石室发现并運至巴黎的唐代景教写本之一。《尊经》是波斯景教士景净从530部贝叶梵音经书中翻译出来的三十余部写本之一。

## 內容結構
全文一页，分四部分，第一部分是宣明圣父、圣子、圣灵三位一体，开首二行四句是“敬礼妙身皇父阿罗诃， 应身皇子弥施诃，证身卢诃宁俱沙，以上三身同归一体”。
第二部分6行，列举瑜罕难、卢伽、摩矩辞、明泰、牟世、多惠、景通、宝路、千眼、宜和吉思、库没吉思等31位法王，皆對應現時聖經人物。
第三部分9行，列出《常明皇乐经》、《宣元至本经》、《志玄安乐经》、《天宝藏经》、《多惠圣王经》、《阿思瞿利容经》、《浑元经》、《通真经》、《宝明经》、《傳化经》、《述略经》、《三际经》、《宁思经》、《宣义经》、《师利海经》、《宝路法王经》、《三威讚经》、《牟世法王经》、《伊利耶经》等35部景教经书。
第四部分4行小字段落，叙述唐太宗贞观九年西域大德僧阿罗本奏上贝叶梵音经书530部，由大德僧景净翻译出以上35部，其余仍未翻译。